# Друкарня Г. Т. Корчак-Новицького
Друкарня М.Т. Корчак-Новицького — друкарня, заснована в Києві наприкінці XIX століття. У ній було видано першодруки тогочасних українських авторів, зокрема Тараса Шевченка, Марко Вовчок та інших. Крім того, друкувалася інша світська та релігійна література.

## Видавнича діяльність
Друкарня Г. Т. Корчак-Новицького була заснована в Києві наприкінці XIX століття цеховиком Григорієм Корчак-Новицьким на базі його літографічної майстерні. Пізніше вона розрослася до парової хромо-літо-друкарні. Спершу на ній друкувалася релігійна література, пізніше додалися незначні тиражі світської літератури та довідників і календарів.
У 1901 році друкарня трансформувалася в «Акціонерне товариство друкованої та видавничої діяльності Г. Т. Корчак-Новицького». Його акціонерами виступили: Г. Т. Корчак-Новицький. М. В. Соловйов, О. Л. Попов, Д. І. Косенко — директор розпорядник.

## Список видань
Друкарня видала тисячі примірників книжок, зокрема кілька знакових для України видань: вперше видрукували окремою книжечкою повість Тараса Шевченка «Музыканть» Повесть Т. Г. Шевченко"